# Castello di Novara di Sicilia
Il castello di Novara di Sicilia era un edificio fortificato ubicato nel quartiere omonimo, alle spalle del duomo di Santa Maria Assunta, nel centro storico di Novara di Sicilia in provincia di Messina.
I ruderi della fortificazione a settentrione della Rocca Salvatesta e Rocca Leone, dominano la vallata del torrente San Giorgio sulla rupe con orizzonte che spazia da Tindari e su tutto il percorso del torrente Mazzarrà incassato fra i Peloritani.

## Storia

### Epoca bizantina
Verosimilmente costruito dai Goti nel V secolo sulla direttrice che permetteva il collegamento tra il versante tirrenico e il versante jonico che da Tyndarys e Mylae ubicate lungo la consolare Valeria, attraverso Abakainon, conduceva a Naxos e Tauromenium. Percorrendo in direzione nord la consolare Pompeia lungo lo Stretto di Messina ad est, era possibile risalire a Messana o raggiungere Katane a meridione della costa orientale siciliana.

### Epoca del Regno di Sicilia

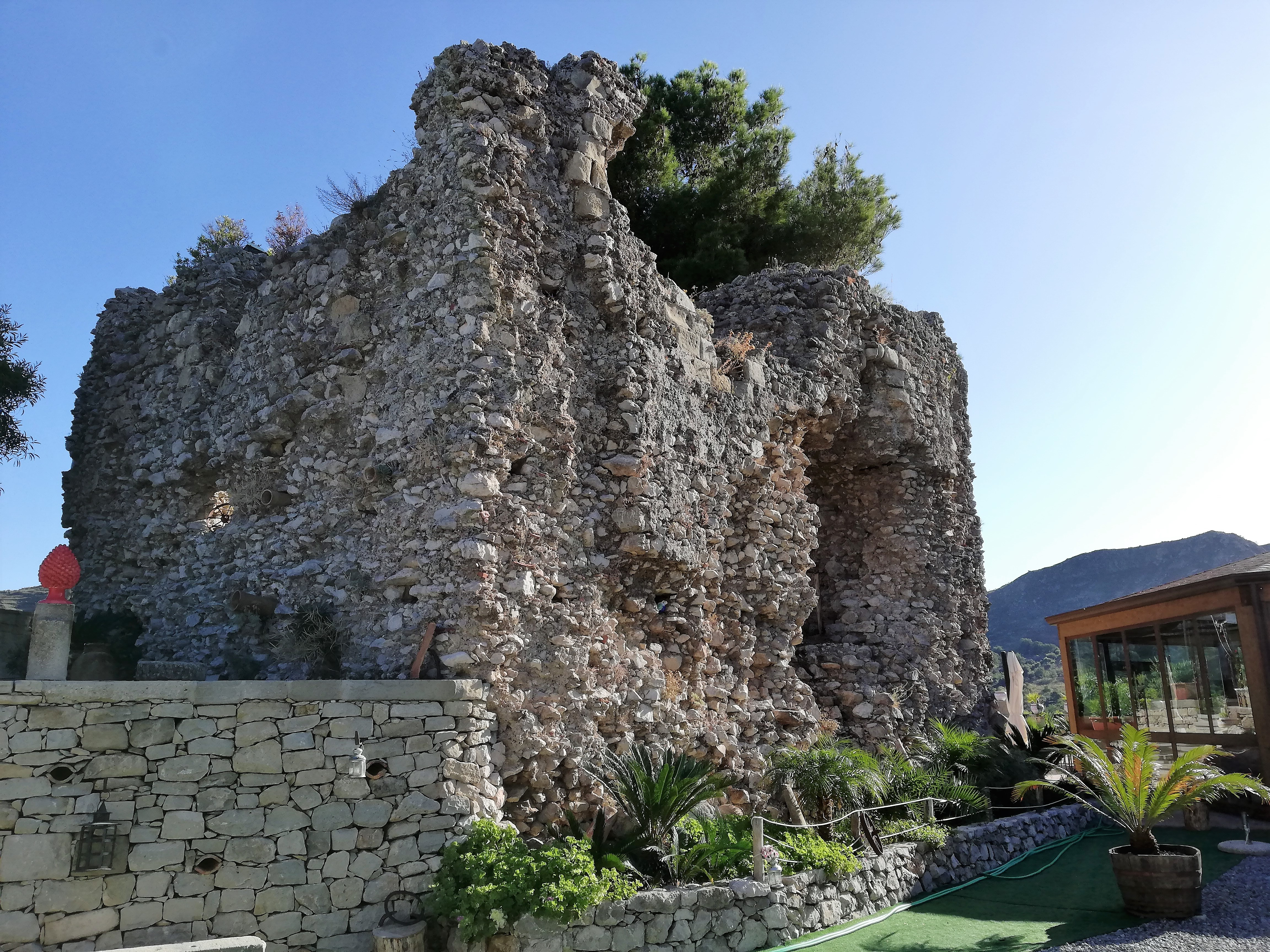
Mastio, ruderi.

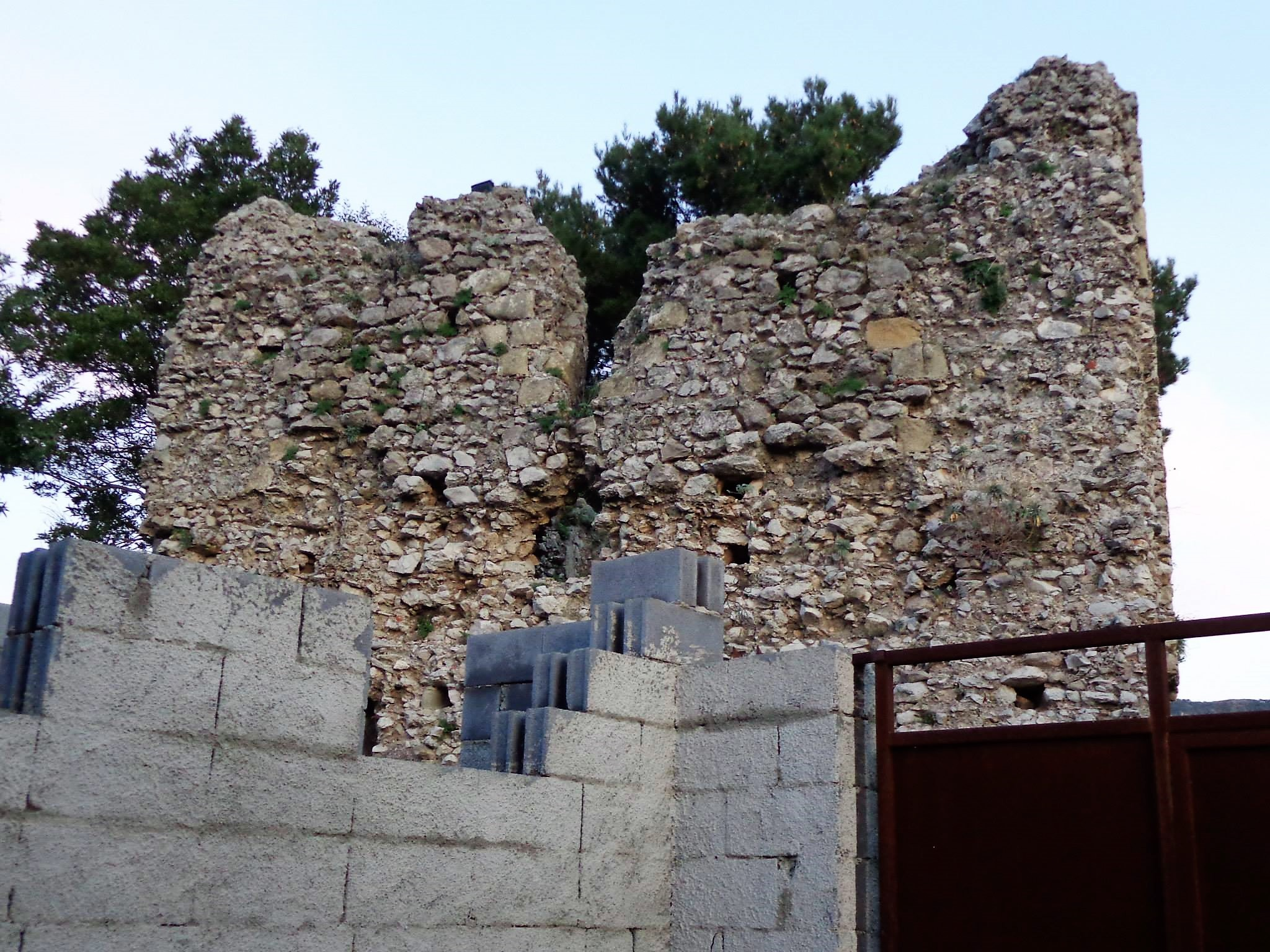
Ruderi.

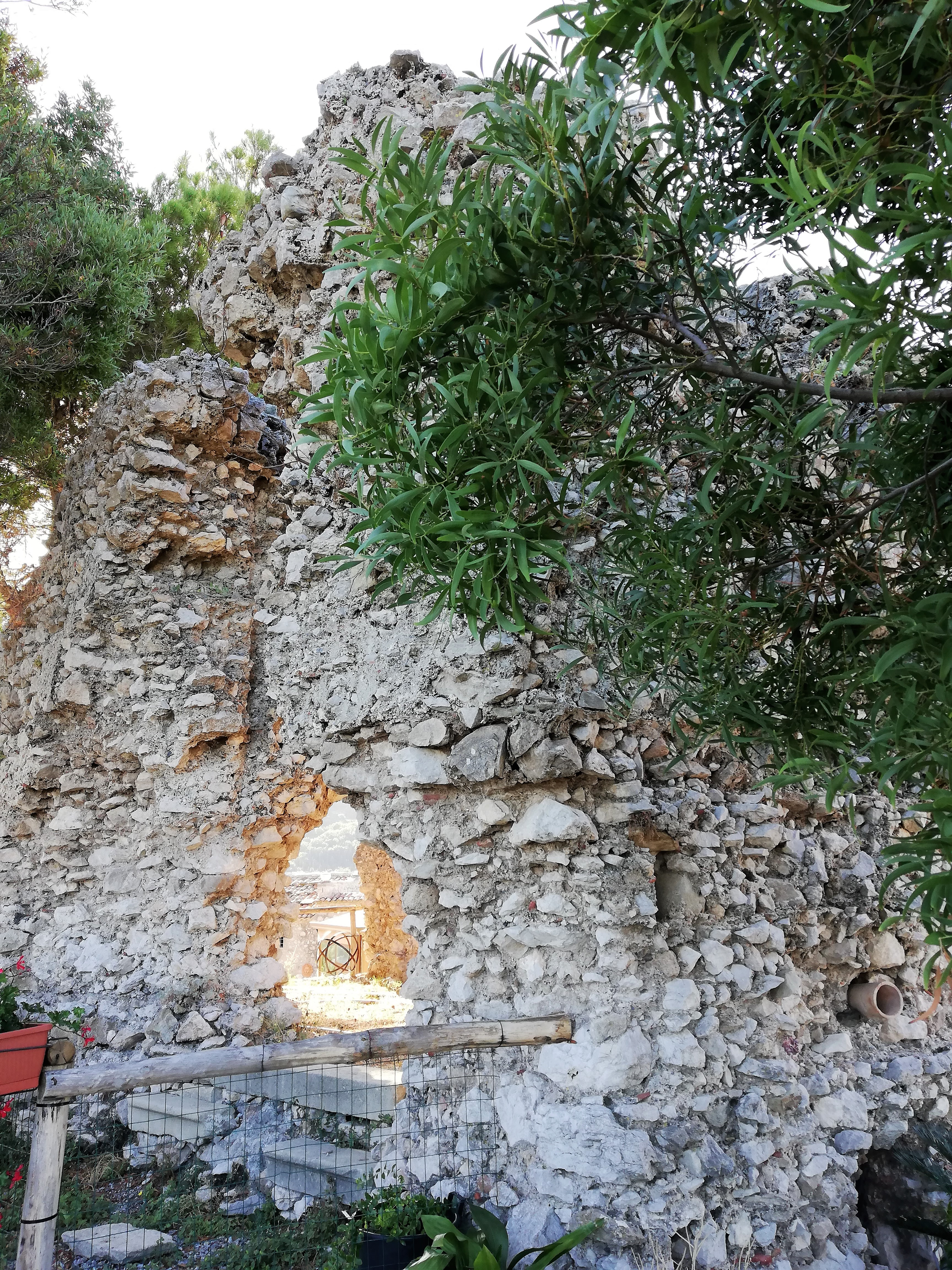
Mastio, ruderi.

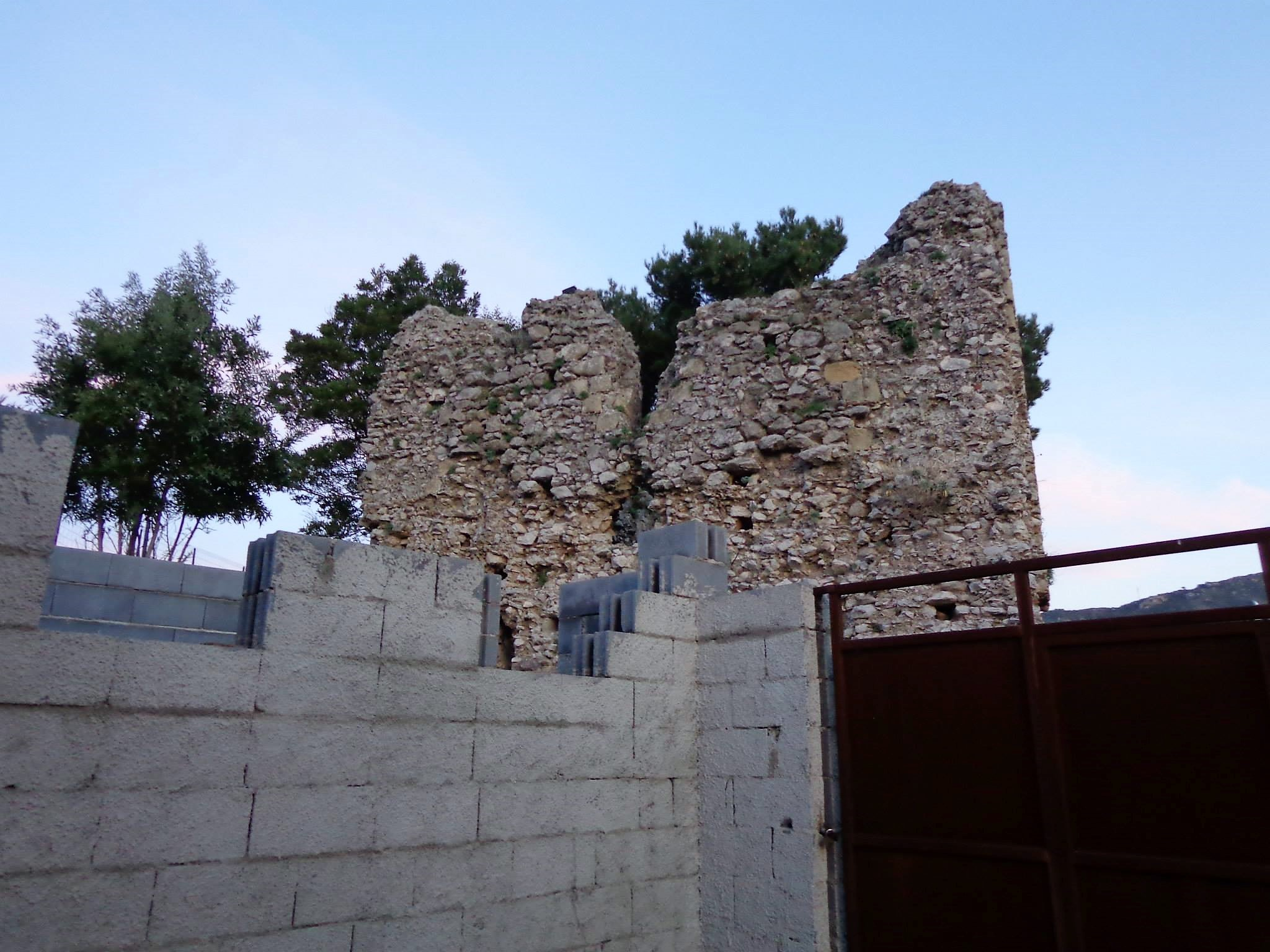
Ruderi.

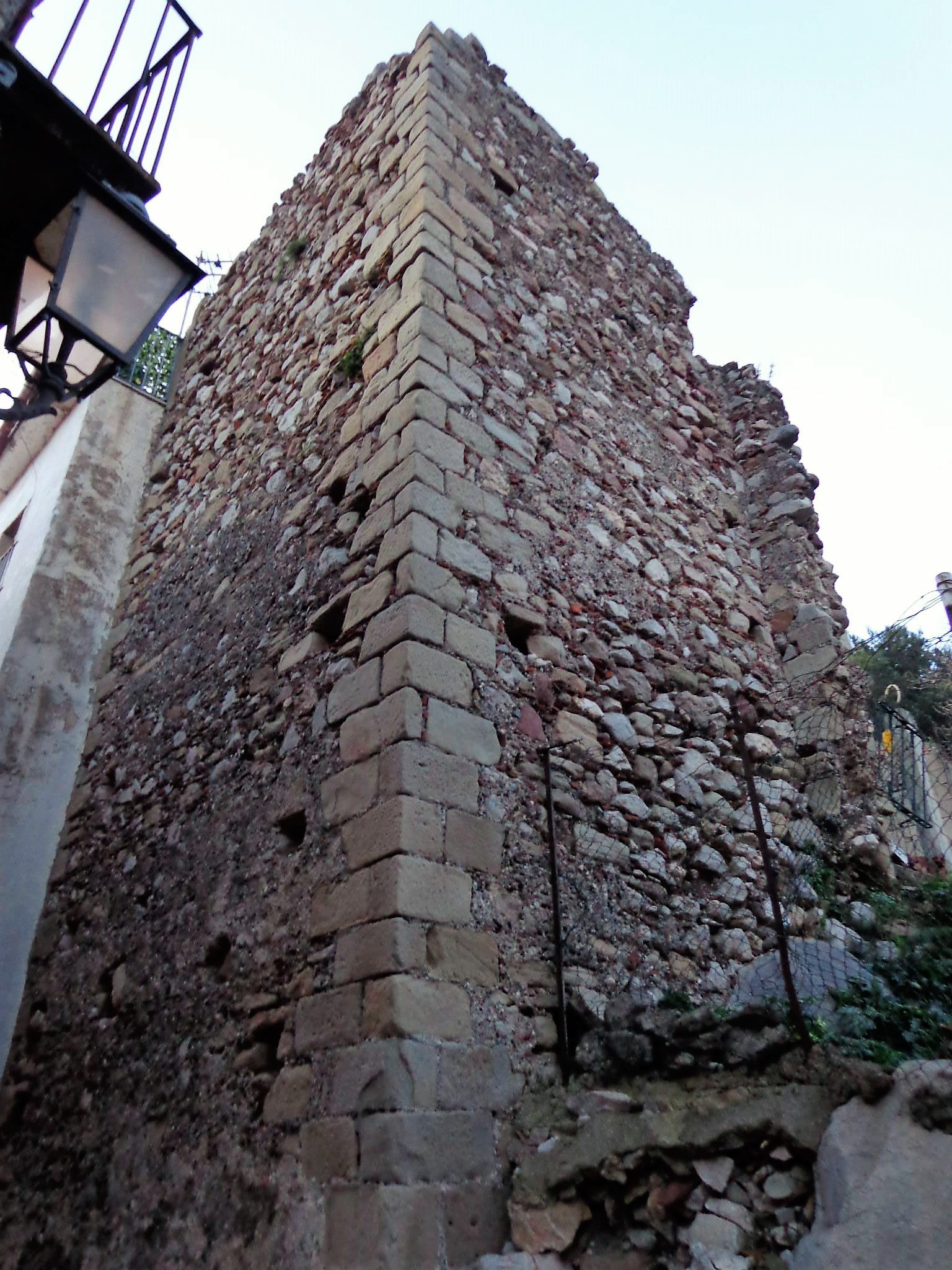
Cantonale.

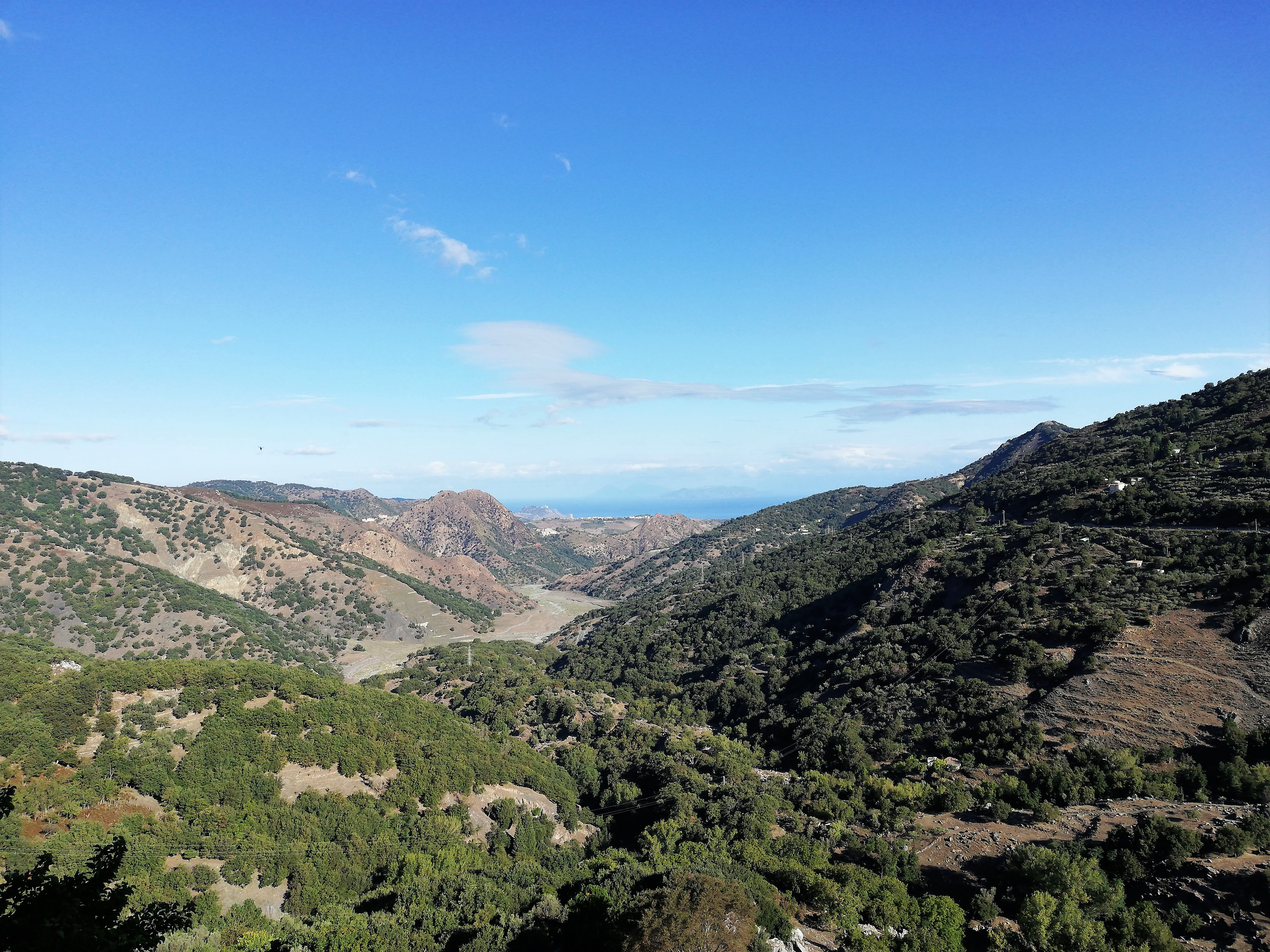
Le vallate San Giorgio e Mazzarrà.

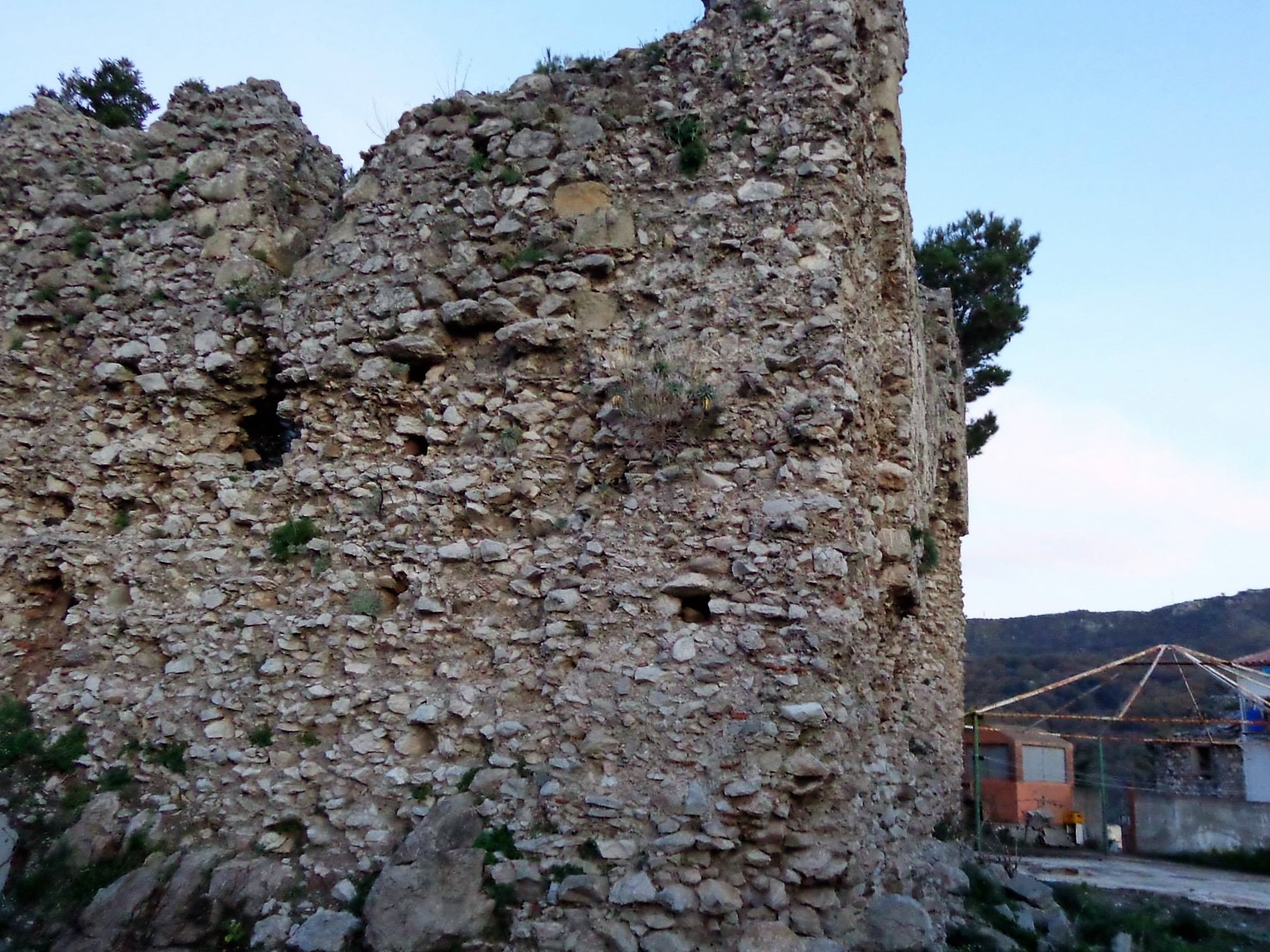
Ruderi.

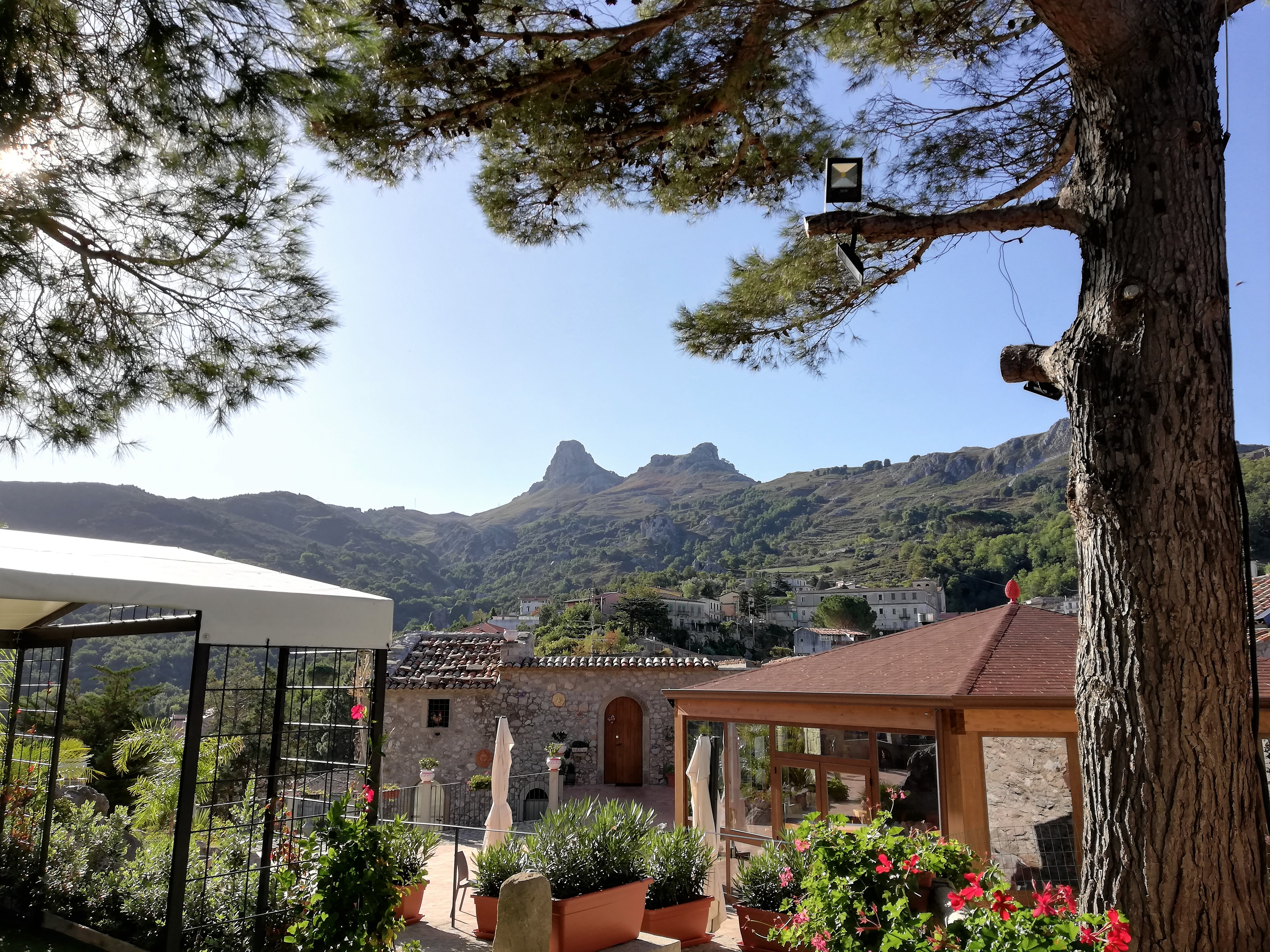
Le Rocche.

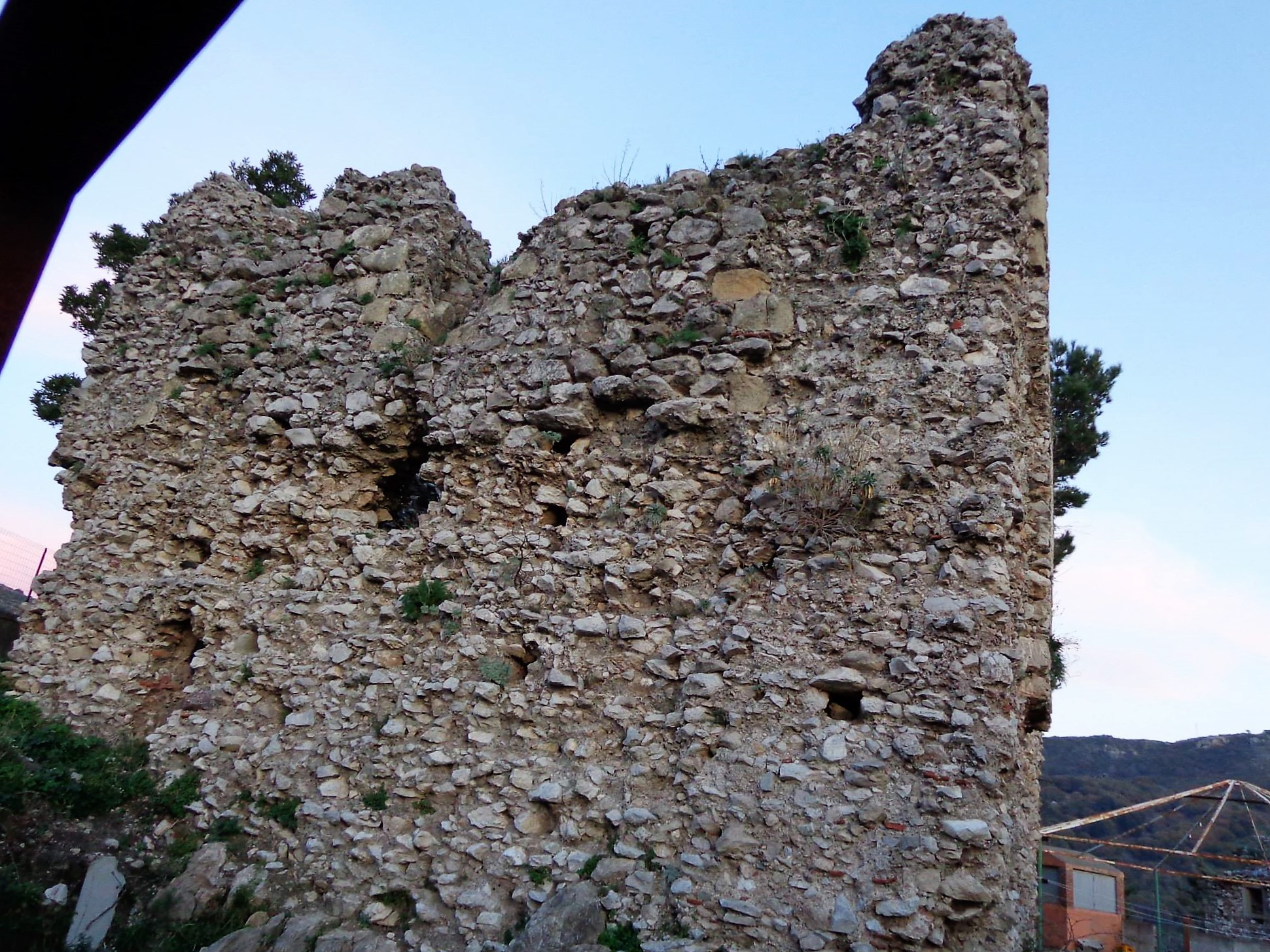
Ruderi.

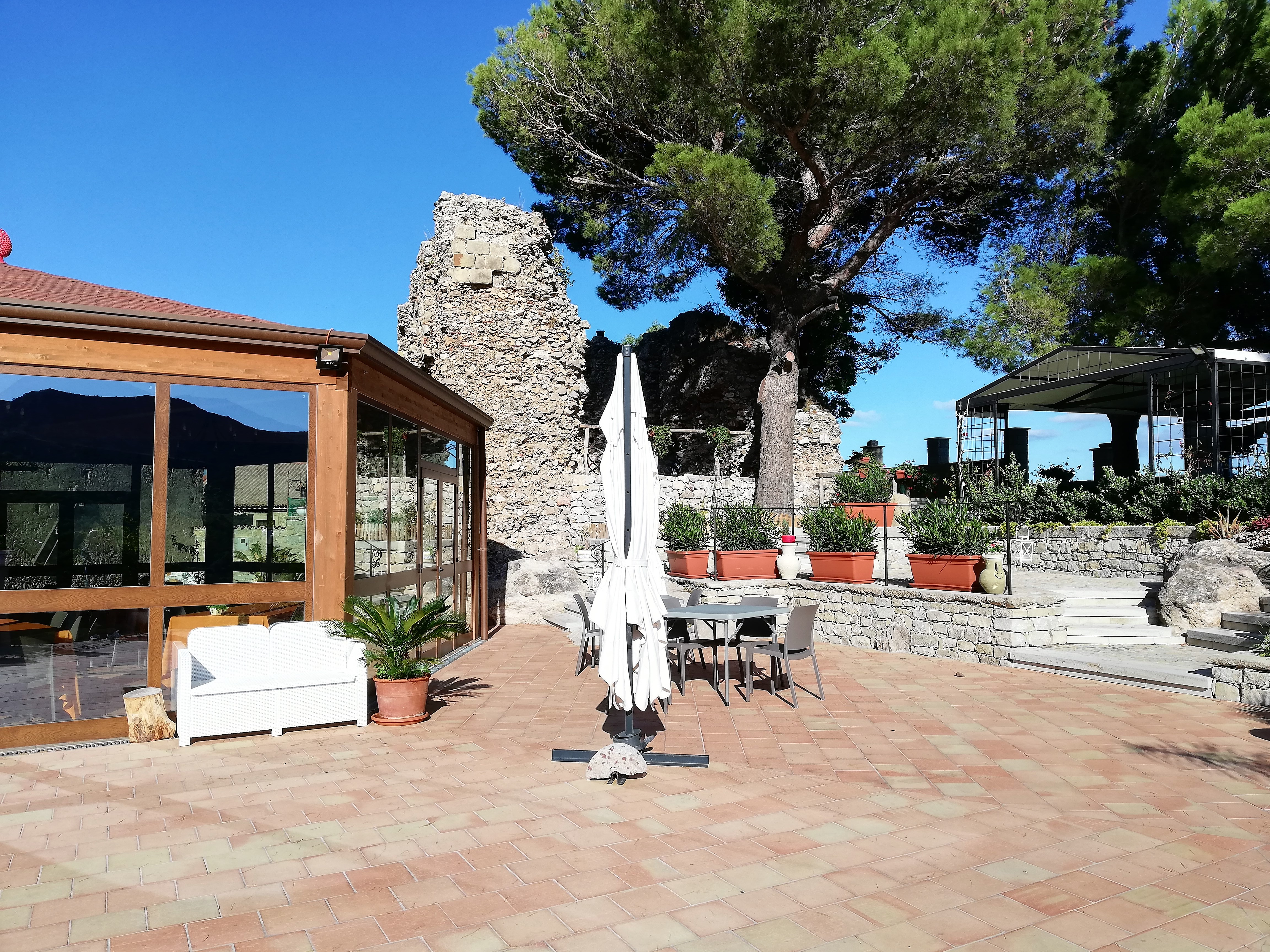
Cortile.

Intorno al 1061 - 1072 i normanni costruirono il castello e fondarono il centro abitato. Successivamente si insedia una colonia di lombardi, aleramici, di religione cattolica di rito latino al seguito di Ruggero I d'Altavilla nel contesto della progressiva nascita e affermazione del Regno di Sicilia nell'isola. Nel 1171 è fondata da sant'Ugo, sotto il regno di re Guglielmo II di Sicilia, l'abbazia di Santa Maria Nucaria, prima edificazione dell'ordine cistercense in Sicilia.
Nel 1298 l'abitato di Novara è già censito come Castrum Nucariae. Durante il XIV secolo è riedificata una struttura fortificata per opera di Ruggero di Lauria, Grande ammiraglio della Marina Reale di Sicilia, per concessione di Pietro I di Sicilia assieme alla signoria di Castiglione. A causa del suo tradimento sotto re Federico III di Sicilia, il feudo passò nelle mani di Nicolò Palizzi, conte di Novara e barone di Ciminna, sotto il regno di Pietro II di Sicilia nel 1299. A lui succedette Giovanni Infante, marchese di Randazzo.
- Arrigo d'Angiò († 1270), consanguineo di re Carlo d'Angiò, sposo di Beatrice figlia di Manfredi, ricevette in dote dalla moglie i territori di Fiumedinisi, Calatabiano, Novara e Motta Camastra.[5]
  - Ruberto, Manfredo, Luigi, figli di Arrigo. I giovani scamparono alle stragi dei Vespri Siciliani grazie all'intervento di Nicolò Palizzi e Buonafede Collura, nobiluomini messinesi, che li fecero riparare a Reggio Calabria, in seguito reintegrati in Sicilia da Pietro III di Aragona per intercessione della regina Costanza II di Sicilia. I fratelli di conseguenza cambiarono il cognome d'Angiò in Gioeni e mutarono il blasone con le armi gentilizie.[5]
    - Bartolomeo Gioeni,[5] figlio di Ruberto.

... (?)
- Vinciguerra d'Aragona investitura del 28 febbraio 1364 sotto il regno di Federico IV d'Aragona. Pur restando riservati per il demanio i boschi, le saline, i pascoli, le miniere, le difese, le riserve di legna, i sollazzi, lo stesso re, in base alla costituzione, riconosce che i beni demaniali non si possono alienare, pertanto nel 1371 permuta la terra di Graniti e Tortorici con quella di Novara, pur di rientrare in possesso del bene.

- Bartolomeo d'Aragona, figlio di Vinciguerra.

... (?)
- Perrone Gioeni, altrimenti menzionato Pirrono I Gioeni. (? - † 1394), Giudice della Gran Corte, Protonotaro del Regno 1373 regnante Federico IV di Sicilia. Sposo di una figlia di Blasco Alagona. Signore di Castiglione, permutò i possedimenti con le terre della contea di Aidone appartenute ad Enrico Rosso. I Gioeni riebbero tutti i diritti sui territori di Castiglione, dopo aver avuto liti e pagato somme consistenti.

...
- Guglielmo Raimondo di Montecateno per concessione di Martino il Giovane, ottenne dal 1391 fino al 1397 l'investitura. Reagisce male alla richiesta di restituzione del bene inalienabile, fintantoché non fu incriminato di fellonia avendo attentato alla vita del sovrano ed essere espulso dal regno, per cadere poi trucidato a Messina.

...
- Bartolomeo II Gioeni o Bartolomeo II Gioeni e Alagona, Gran Cancelliere del Regno di Sicilia dal 1396 al 1414. Consigliere di stato di Martino I di Sicilia dal 1397 ed in seguito protonotaro. Sposò in prime nozze Leonora Ventimiglia; successivamente nel 1402, sposò Giovannella d'Aragona, figlia di Guglielmo d'Aragona, conte di Malta e Gozo, figlio illegittimo di Federico il Semplice. Il sovrano Martino il Giovane, fautore di questo secondo matrimonio volle dimostrare, così, la sua gratitudine a Bartolomeo Gioeni per dei servizi che gli aveva reso, dopo l'agitazione degli abitanti di Castiglione nei confronti di Giovanni Silvestri, le terre e i possedimenti passarono per donazione dello stesso re nel 1397. Nel 1405 ottiene definitivamente Aidone con i suoi possedimenti con un versamento di 900 onze a Enrico IV Rosso Jumior. Per le terre e i possedimenti della signoria di Novara, forte dell'elevata posizione e dei consensi, con ulteriori intrighi e sotterfugi, fingendosi parente della moglie del defunto Guglielmo Raimondo di Montecateno, riuscì ad ottenere l'investitura alle stesse condizioni della precedente concessione. Riconoscendo di non poter alienare l'inalienabile, il sovrano revocò la concessione. Durante la sessione itinerante del parlamento siciliano tenutosi a Siracusa nel 1398, fu avanzata la candidatura della città di Novara per l'inserimento in elenco fra quelle per essere elevate al titolo baronia. In effetti fu dichiarata tale e il Gioeni si ritenne autorizzato a richiedere una nuova concessione. Salvo poi la verifica postuma dei componenti del consesso, mancando il numero legale dei canonici presenti, rese nulle le decisioni prese, ed invalidare la seduta per gravi vizi di forma e sostanza smascherando la bramosia di possesso del perfido ma potente cancelliere. Con altrettanti astuti raggiri si impossessò dei territori di Patti, Tindari, Oliveri. Scoperto e cacciato si ritirò dapprima nel castel di Naso, indi a Capo d'Orlando. Arresosi, col fratello Federico Gioeni, gli fu consentito di lasciare liberamente le terre e i possedimenti, e di abbandonare il regno.

- Petronio II Gioeni o Pirrono II Gioeni e Ventimiglia, figlio di Bartolomeo II Gioeni, capitano generale degli eserciti al servizio della regina Bianca di Navarra nel 1411. Protonotaro di Termini.

- Bartolo III Gioeni o Bartolomeo III Gioeni, figlio di Petronio II Gioeni. Alfonso V d'Aragona pignorò tutti i suoi averi nel 1423. Sposo di Leonora Larcan. Inizialmente sotto la tutela di Giovanni Caltagirone, che firma nel 1427 "Privilegi e Consuetudini degli Aidonesi". Nel 1443, dal Re Alfonso di Castiglia, egli aveva acquistato il mero e misto imperio, con la giurisdizione civile e criminale. Il 9 maggio 1486 ebbe il privilegio dal sovrano Ferdinando II di inquartare il suo blasone con le Armi Reali di Casa d'Aragona. Ebbe erede il suo primogenito.

- Perrucchio Gioeni o Pirrucchio I Gioeni e Larcan (? - † 1494), figlio di Bartolomeo III Gioeni. Nel 1453 gli è accordata l'investitura da Alfonso V d'Aragona, concessione che non era stata fatta da Martino il Giovane, Martino il Vecchio, Ferdinando I d'Aragona. Sposò Giovanna Cruillas e successivamente Caterina Periglios.

- Bartolomeo IV Gioeni o Bartolomeo IV Gioeni e Periglios (? - † 1517), figlio di Perrucchio I Gioeni e Larcan. Il padre gli fece sposare ancora giovane la figlia del conte di Geraci. Morto il padre, ottenne l'annullamento del matrimonio e sposò Antonella Ferrari.

- Lorenzo Gioeni o Lorenzo Gioeni e Ferrari, figlio di Bartolomeo IV. Senza discendenza. Alla morte i titoli passarono al fratello Gian Tommaso I Gioeni e Ferrari.
- Gian Tommaso I Gioeni e Ferrari (? - † 1548), figlio di Bartolomeo IV. Ebbe sei figli da sua zia Eleonora Gioeni, che sposò. Marchese di Castiglione nell'anno 1524. Succede nel feudo nel 1531. Pirrucchio Gioeni e Gioeni fu il primogenito, conte di Novara. Lorenzo Gioeni e Gioeni, barone di Aidone. I figli Carlo Gioeni e Gioeni, Consalvo Gioeni e Gioeni, Antonia Gioeni e Gioeni e Margherita Gioeni e Gioeni non ereditarono alcun titolo. Ottenne dalle gerarchie ecclesiastiche di Messina, nell'anno 1524, il privilegio del jus patronatus, in altre parole il diritto di presentare l'arcipresbiterato e l'abate della Santissima Trinità. Castiglione divenne Marchesato sotto il suo dominio.

- Pirrucchio II Gioeni o Pirrucchio II Gioeni e Gioeni, figlio primogenito di Gian Tommaso I Gioeni. Divenne conte di Novara e marchese di Castiglione dopo la morte del padre. Essendo morto senza figli, gli succedette il fratello Lorenzo Gioeni e Gioeni.
- Lorenzo Gioeni o Lorenzo Gioeni e Gioeni, figlio di Gian Tommaso I Gioeni, barone di Aidone. Alla morte del fratello ereditò gli stati di Novara e Castiglione che divennero un unico dominio. Sposò Caterina Cardona ed ebbe i figli Giovanni e Tommaso.

- Giovanni Gioeni o Giovanni Gioeni e Cardona. Sposò Caterina Tagliavia e Aragona, da cui ebbe Alfonso, che morì senza figli, per cui gli succedette il fratello Tommaso Gioeni e Cardona.

- Alfonso Gioeni o Alfonso Gioeni Tagliavia e Aragona, che morì senza figli, per cui gli succedette lo zio Tommaso Gioeni e Cardona.

- Tommaso Gioeni o Tommaso Gioeni e Cardona. Egli sposò Susanna di Bologna e fu uno dei dodici pari del Regno. Ereditò dal fratello il titolo. Fratello di Giovanni. Fu il primo principe di Castiglione, investito da Filippo III d'Austria, Re di Spagna e di Sicilia nel 1602. Aveva così diritto di voto nel Parlamento Siciliano. Nel 1610, acquistò il mero e misto imperio su Castiglione, Novara e Aidone. Concessione che determinò successivamente il riscatto, come narra Preximone. Egli sposò Susanna di Bologna e fu uno dei dodici pari del Regno.

- Giuseppe Gioeni o Giuseppe Gioeni e di Bologna, secondo principe, sposò Elisabetta Barresi, morto senza figli, gli succedette il fratello Lorenzo Gioeni e di Bologna.
- Lorenzo Gioeni o Lorenzo Gioeni e di Bologna, sposo di Antonia Avana, nel 1641, ereditò il principato poi trasmesso alla figlia Isabella Gioeni.

- Isabella Gioeni e Cardona, principessa di Castiglione, investitura, moglie di Marcantonio V Colonna, secondogenita ed erede di don Lorenzo Gioeni, principe di Castiglione e strategoto di Messina nel 1616. Marcantonio V Colonna ebbe erede il figlio.

- Lorenzo Onofrio Colonna o Lorenzo Onofrio Colonna Gioeni e Cardona (Palermo, 19 aprile 1637 – Roma, 15 aprile 1689), sposo di una nipote del cardinale Giulio Mazzarino.

- Filippo II Colonna (Roma, 7 aprile 1663 – Roma, 6 novembre 1714).

...
...
...

### Duchi d'Angiò di Montallegro
Genealogia dei Duchi d'Angiò di Montallegro reinvestiti dei possedimenti di Noara:
- Giovanni Gioeni Cardona e Gravina, 1º duca di Angió di Montallegro ( † 23 agosto 1643).[14] Filippo IV di Spagna con privilegio dato a 12 agosto 1633 tenendo presente i meriti ed i servizi prestati da Giovanni Gioeni - figlio di Girolamo - gli conferì un titolo di duca, e gli eresse in ducato la terra di Montallegro, prescrivendo di chiamarsi duca di Angiò, ciò per sé, suoi eredi e successori, con ordine di primogenitura. Sposò Diana Gioeni, sua cugina, figlia di Tomaso 1º principe di Castiglione, e sorella del principe Lorenzo. Fu pretore di Palermo nel 1615 e 1635, cavaliere di San Giacomo della Spada, capitano giustiziere della città di Palermo nel 1624 - 1625.
  - Girolamo Gioeni e Gioeni, 2º duca di Angió di Montallegro (1652).
    - Giovanni Gioeni e di Bologna, 3º duca di Angió di Montallegro (1690).

...
- Girolamo Gioeni e Ventimiglia, 4º duca di Angió di Montallegro (1730). Il 20 dicembre 1703 è reinvestito della Terra di Noara, possedimenti riassegnatogli da Filippo II Colonna - nipote di Marcantonio V Colonna e Isabella Gioeni. Governatore della Compagnia dei Bianchi nel 1697, deputato del regno, vicario generale a Girgenti, gentiluomo di camera di Vittorio Emanuele II di Savoia. Capitano giustiziere di Palermo nel 1705, pretore nel 1711.

- Girolamo Gioeni e Valguarnera, 5º duca di Angió di Montallegro ( † 1775). Principe di Solanto, barone della Noara, Oliveri e Dammisa. Gentiluomo di corte, governatore della Compagnia dei Bianchi nel 1741. Sposo di Isabella Valguarnera e La Grua, figlia di Vitale, principe di Niscemi.

- Giovanni Gioeni e Valguarnera, 6º duca di Angió di Montallegro (1740, † 4 novembre 1797). Governatore del Monte di Pietà di Palermo, maestro Razionale del Real Patrimonio, Intendente Generale delle Truppe, Deputato del Regno, Gentiluomo di Camera di Sua Maestà. A 9 settembre 1769 s'investì del titolo di principe di Petrulla, per donazione fattagli da Girolamo. Alla morte del padre 1775 s'investì dei titoli di duca di Angiò, della Terra di Monteallegro, della baronia della Terra di Nohara con i suoi feudi, della baronia di Dammisa.

- Agesilao Gioeni e Bonnano, 7º duca di Angió di Montallegro (1765 - Palermo, 6 giugno 1831) Superiore della Compagnia dei Bianchi, Senatore di Palermo e Gentiluomo di Camera. Sposò Giuseppa Gavaniglia e Medici dei marchesi di San Marco di Napoli. S'investì del principato di Bologna ossia Petrulla a 30 aprile 1810 per la morte di Giovanni suo padre, s'investì in pari data della baronia e Terra di Nohara e suoi feudi, del titolo di duca di Angiò e della Terra di Monteallegro, del Ducato, Terra e stato di San Biagio con i feudi dipendenti di Gialdonieri e Mandrili, feudo di Ragattano con suo mero e misto impero, Principato e Terra di Sant'Antonino, Ducato di Ravanusa o Castellana.

- Giovanni Gioeni e Cavaniglia, 8º duca di Angió di Montallegro (Trieste † 1864). Successe nei titoli paterni. Sposò a 24 anni in Palermo Antonia Maria Monroy, in seconde nozze Agata Gravina e Gravina. Dal primo matrimonio ebbe due figlie cioè Marianna e Giuseppa che morirono nubili ambedue di colera a 19 e 18 luglio 1837. Ebbe un'unica sorella chiamata Maria Caterina la quale di anni 19 sposò in Palermo Pompeo Vannucci.

- Girolamo Vannucci e Gioeni, 9º duca di Angió di Montallegro (1820).

- Felice Pompeo Vannucci e Tommasi, 10º duca di Angió di Montallegro, 8º principe di San Antonino (1846).

- Girolamo Vannucci, principe di Petrulla, 11º duca di Angió (Palermo, 26 maggio 1878 - † ?). Sposò ivi a 30 aprile 1905 Maria Concetta Alliata. Con decreto ministeriale del 30 maggio 1902 ottenne riconoscimento del titolo di marchese di Santa Maria di Balchini e con RR. LL. PP. 14 agosto 1904 ottenne il riconoscimento dei titoli di principe di Petrulla, duca di San Biagio, duca di Angiò, duca di Ravanusa Castellana, barone di Montallegro, barone di Ragattano, principe di Sant'Antonino , signore di Noara.

- Achille Vannucci, principe di Petrulla, 12º duca di Angió di Montallegro (1908 - † 1971).

- Girolamo Vannucci, principe di Petrulla, 13º duca di Angió di Montallegro (Napoli, 25 novembre 1947).

## Galleria d'immagini

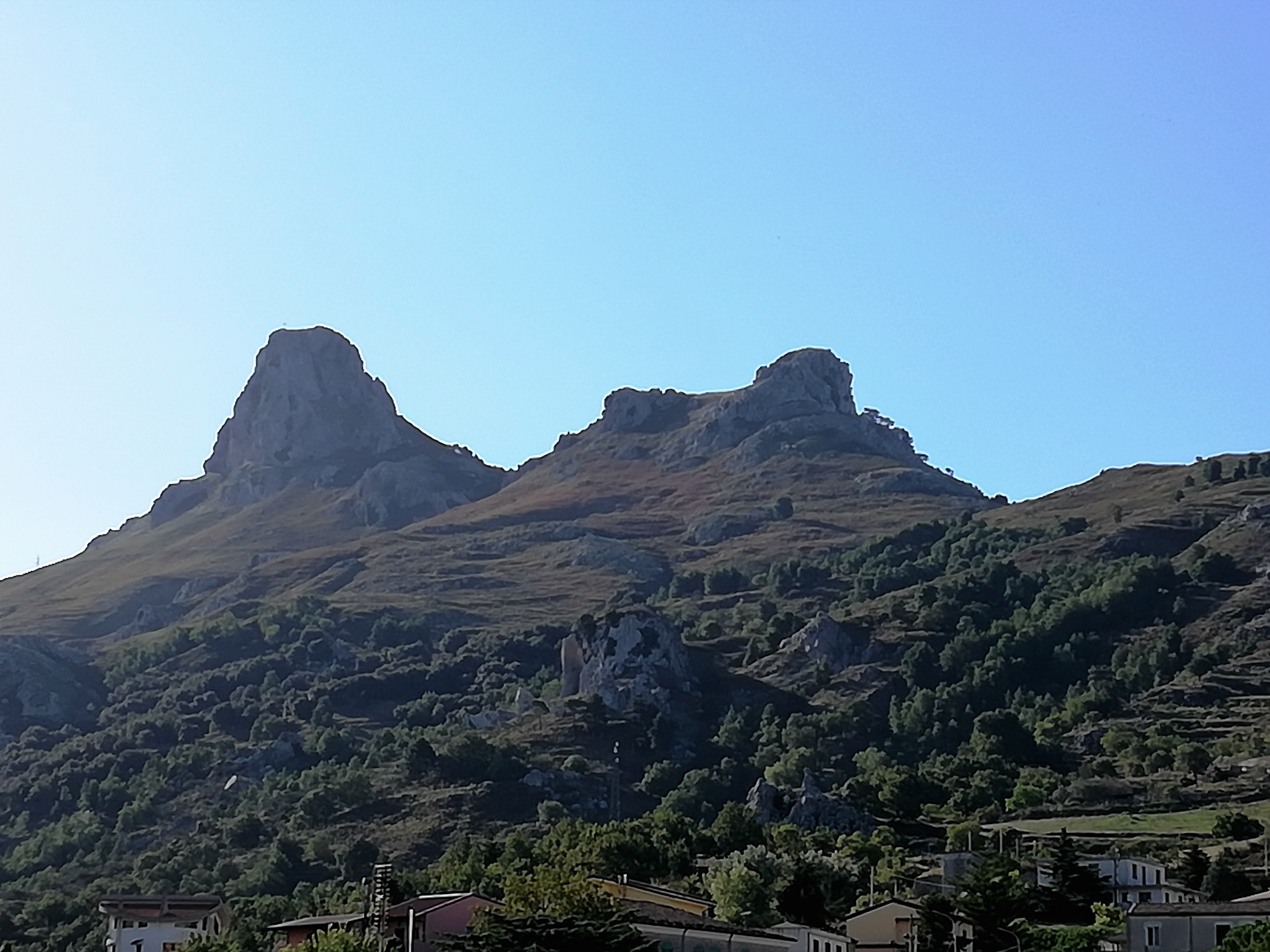
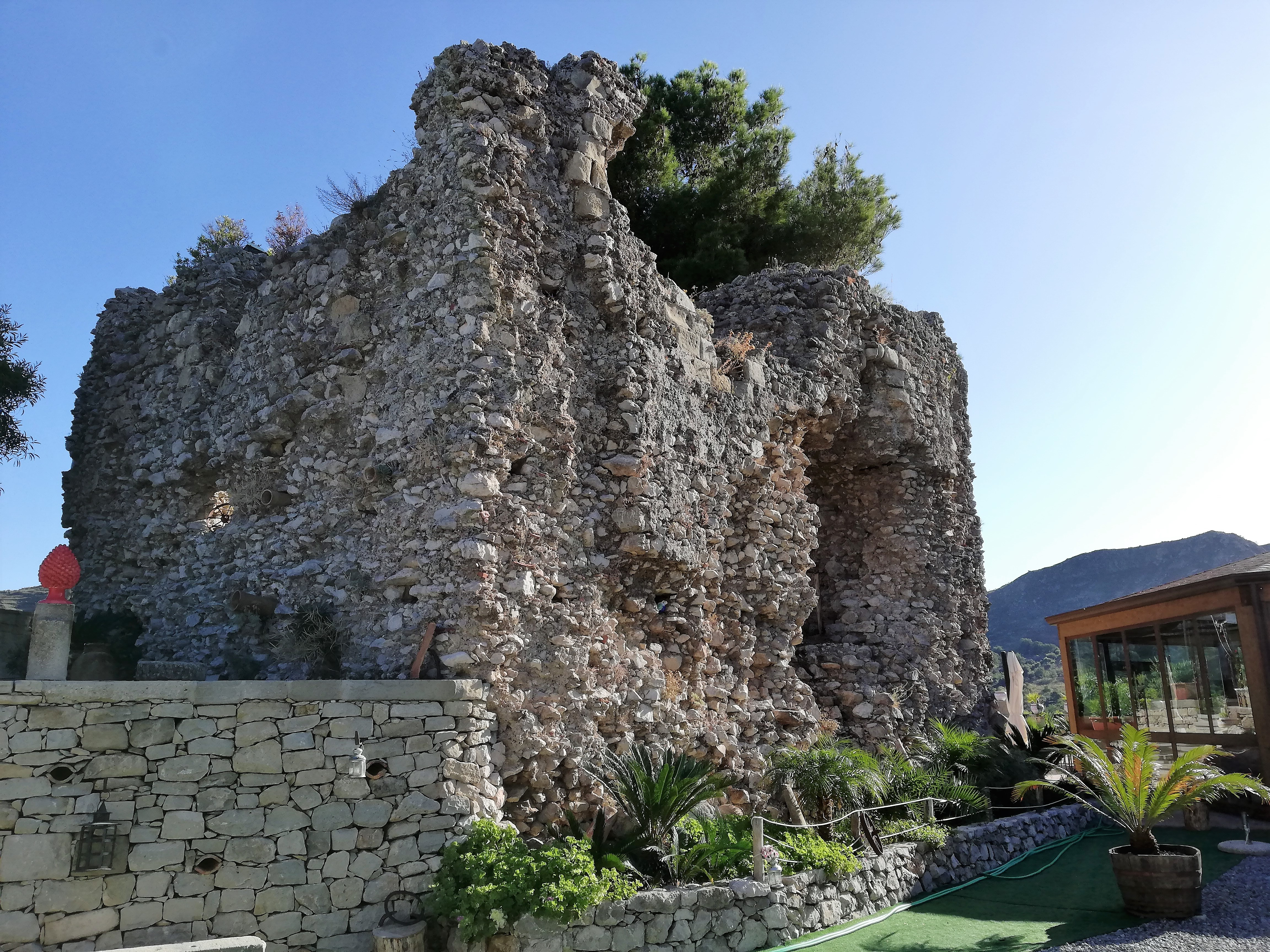
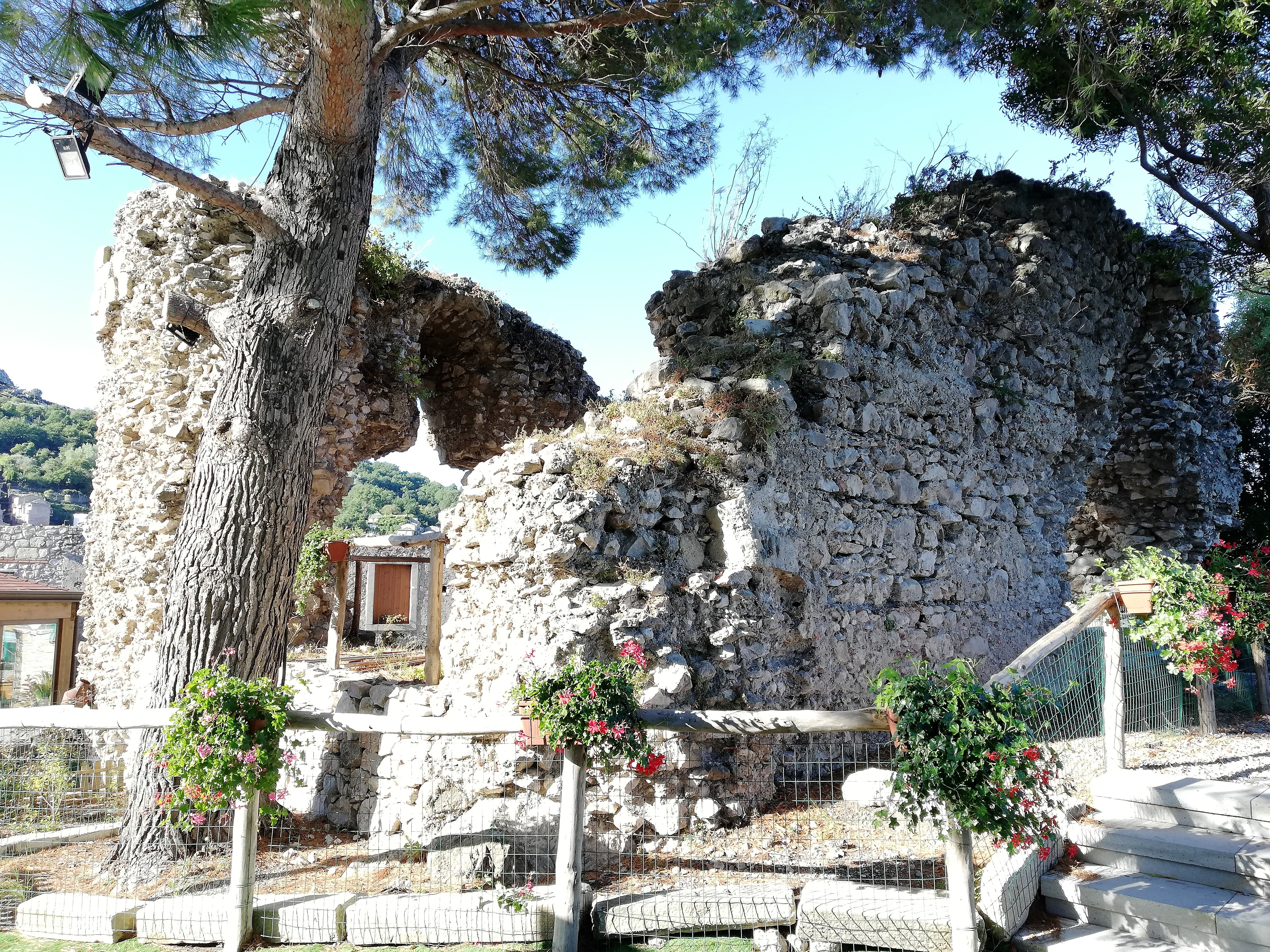
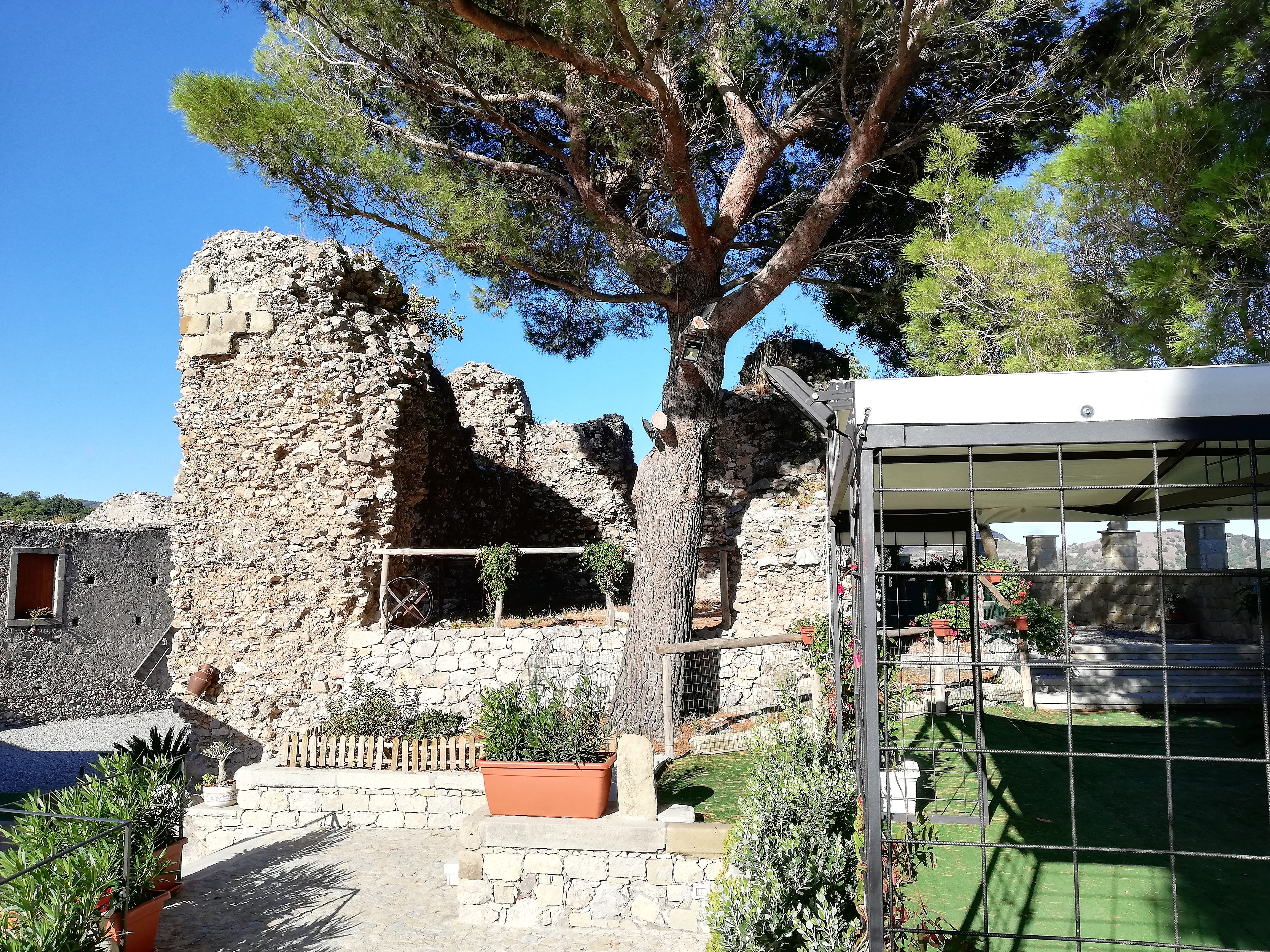
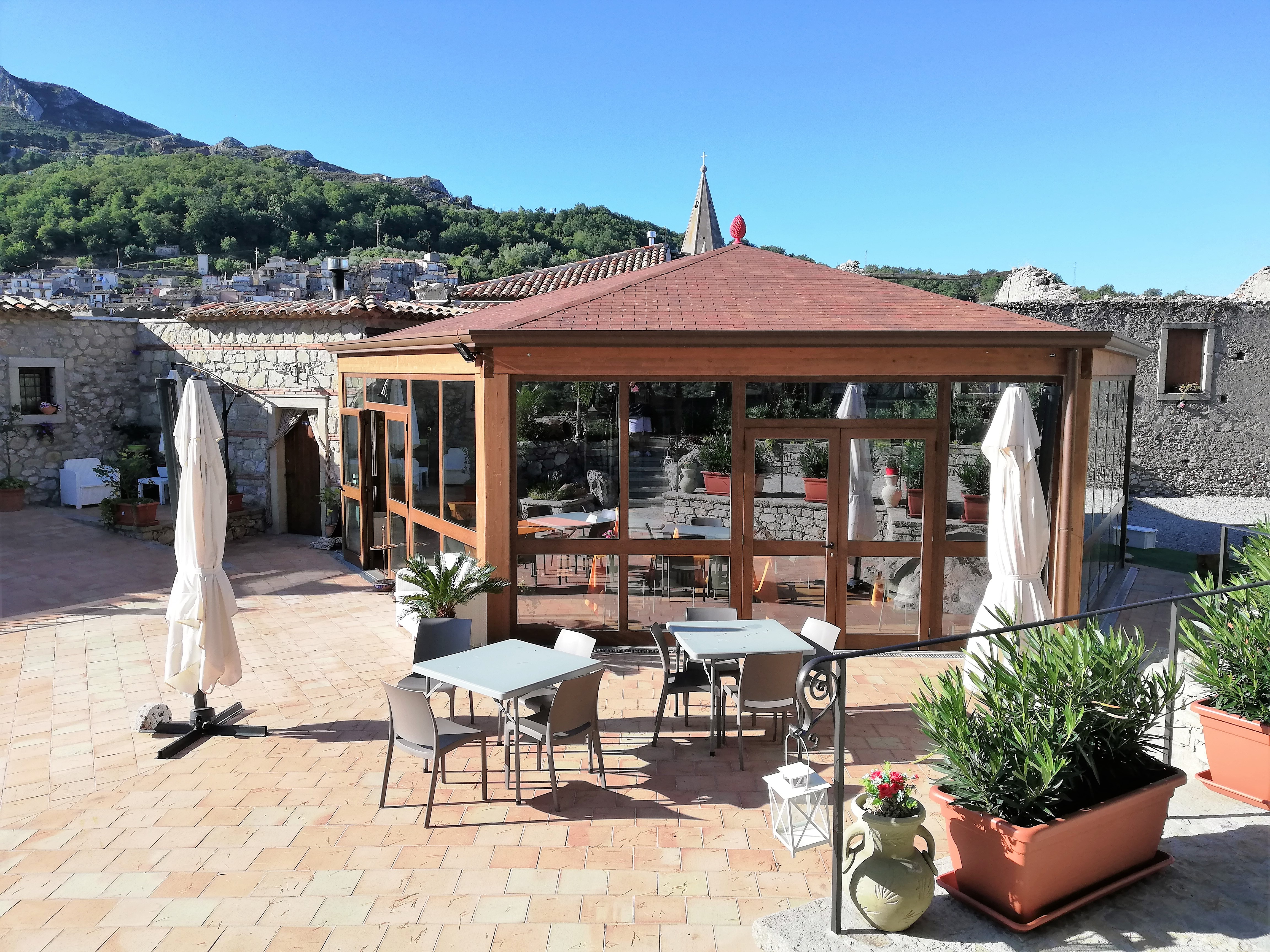
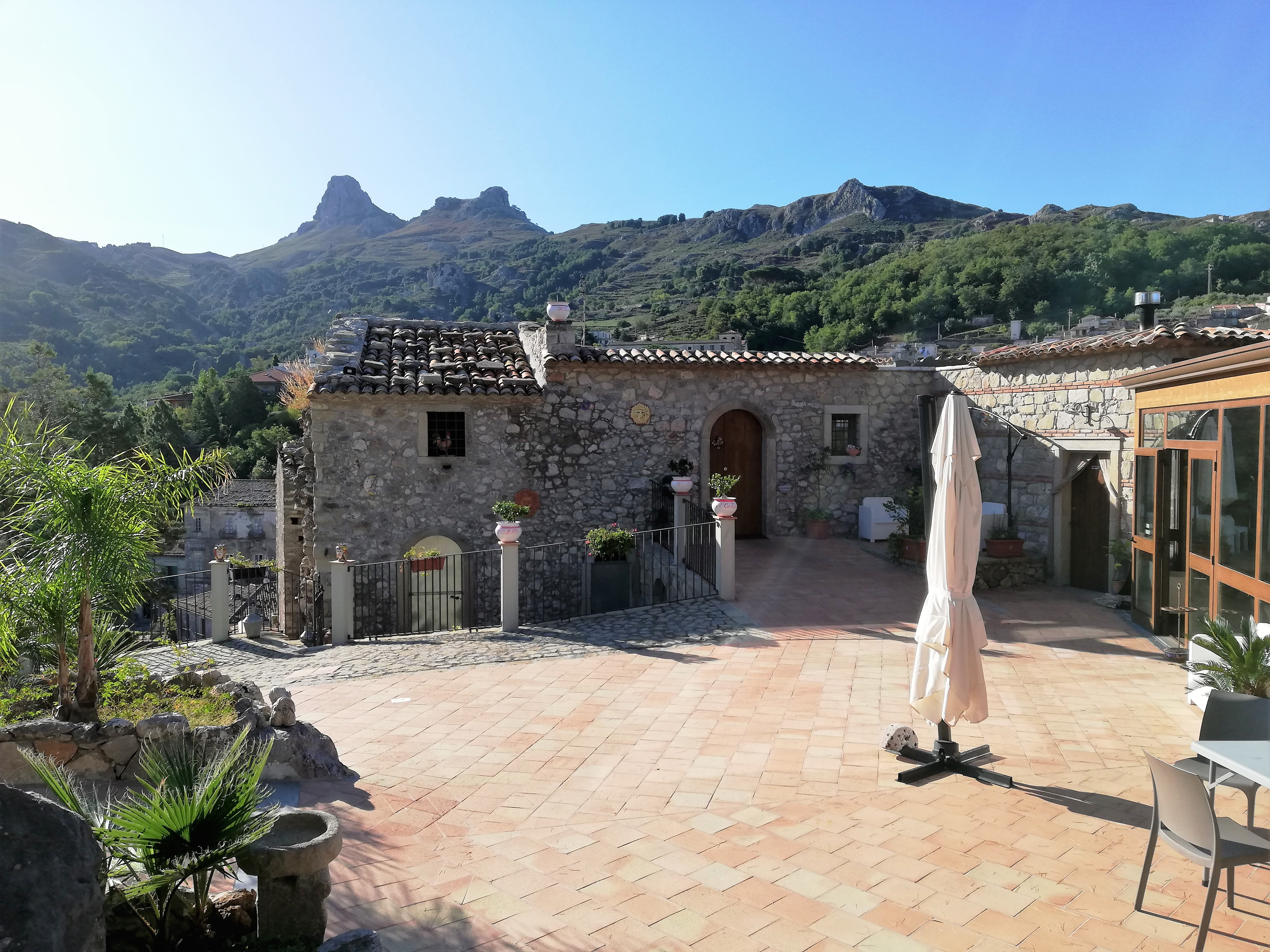